# Транспорт в Ишимбае
Транспорт в Ишимбае — совокупность всех видов путей сообщения, транспортных средств, технических устройств и сооружений на путях сообщения в Ишимбае. Транспорт в Ишимбае обеспечивает перемещение людей и грузов. Внешние транспортно-экономические связи Ишимбая осуществляются автомобильным, железнодорожным и трубопроводным транспортом.
Транспорт — важнейшая отрасль народного хозяйства, игравшая значительную роль в историческом развитии южноуральского города.

## Воздушный транспорт
в 1933 году открылась первая воздушная линия по маршруту Уфа — Толбазы — Стерлитамак — Ишимбаево — Мелеуз — Мраково — Баймак — Магнитогорск — Белорецк — Архангельск — Уфа.
В окрестностях Ишимбая вплоть до 1990-х действовало вертолётное сообщение.
Вертолётные площадки находились в районе посёлка Заливной и современного посёлка Юрматы.

## Автомобильный транспорт
Автомобильный транспорт — основной вид транспорта в городе Ишимбае и Ишимбайском районе.
Общественный транспорт
Для пассажироперевозок Салаватским ПАТП используется 12 городских маршрутов, 21 пригородный. Центральная точка пассажирского автотранспорта — Ишимбайский автовокзал.
Сеть автомобильных дорог Ишимбая
Дорога Ишимбай — Аллагуват связывает город с федеральной трассой Уфа — Оренбург.
На западной окраине города (Кинзебулатовское шоссе) начинается автодорога Ишимбай — Мелеуз.
Выход на трассу Стерлитамак — Белорецк — Магнитогорск идет через две дороги в восточной части города.

## Водный транспорт
Ишимбай построен на правом и левом берегах крупнейшей реки Башкортостана — Белой.
При начале строительства городской инфраструктуры р. Белая использовалась для водного транспорта. С Уфы поднимался пароход, в Ишимбай сплавлялся лес. D повести Г. Гумера «Городок на волнах» [Гумер, 1971. С. 145—146] описывает как городок сплавщиков видит Ишимбай: «Городок уже несколько дней плыл на виду у Ишимбая, устремившего ввысь железные фермы нефтяных вышек. Кошели и затоны, сооруженные различными организациями для задержки леса, полным-полны. На левом берегу выстроились горы штабелей, работают бревнотаски; лес доставляется к линии тракторами, лебедками, лошадьми. Днем и ночью грузятся железнодорожные платформы, на запад уходят составы с лесом. <…> … Пять сотен рабочих затерялись в многотысячной толпе горожан».
В связи с обмелением Белой водный транспорт не эксплуатируется.

## Железнодорожный транспорт
Строительство железнодорожной ветки к Ишимбаевскому нефтяному месторождению стало востребованным ещё при бурении скважин в районе села Ишимбаево.
Все необходимое оборудование привозилось со станции Раевка за 120 километров гужевым транспортом в суровых условиях зимы 1930—1931 гг. Это многократно увеличивало расходы.
После открытия в 1932 году нефти потребовалось срочно её перевозить в пункты переработки. Постановлением Совета Труда и Обороны от 25 июля 1933 года, было поручило «Союзтрансстрою» построить к октябрю 1934 года железную дорогу Ишимбаево — Стерлитамак — Дёма и саму станцию.
Уже 1 октября 1934 года на станцию Уфа из Ишимбая прибыл первый эшелон нефти, и железная дорога общей протяжённостью 177 км официально вступила в строй.
До 1990 года ходил пассажирский поезд по маршруту Ишимбай — Уфа.

## Трубопроводный транспорт
Первый магистральный нефтепровод Ишимбай — Уфа (диам. 300—350 мм, протяженность 181 км) был построен в 1937 году. Этот подземный нефтепровод стал пионерским для СССР и положил началу современной компании «Транснефть».
В 1950-х-1960-х введены нефтепроводы Шкапово — Ишимбай, Ишимбай — Орск, Калтасы — Языково — Ишимбай (1961).
Действуют продуктопровод Ишимбай — Уфа; газопровод Ишимбай — Магнитогорск, Ишимбай — Уфа.